# Tysklands Billie Jean King Cup-lag
Tysklands Billie Jean King Cup-lag representerar Tyskland i tennisturneringen Billie Jean King Cup, och kontrolleras av Tysklands tennisförbund.

## Historik
Tyskland deltog första gången premiäråret 1963, då som Västtyskland. Laget vann turneringen 1987 och 1992 medan det blev finalförlust 1966, 1970, 1982, 1983 och 2014.